# 科維爾冰原島峰

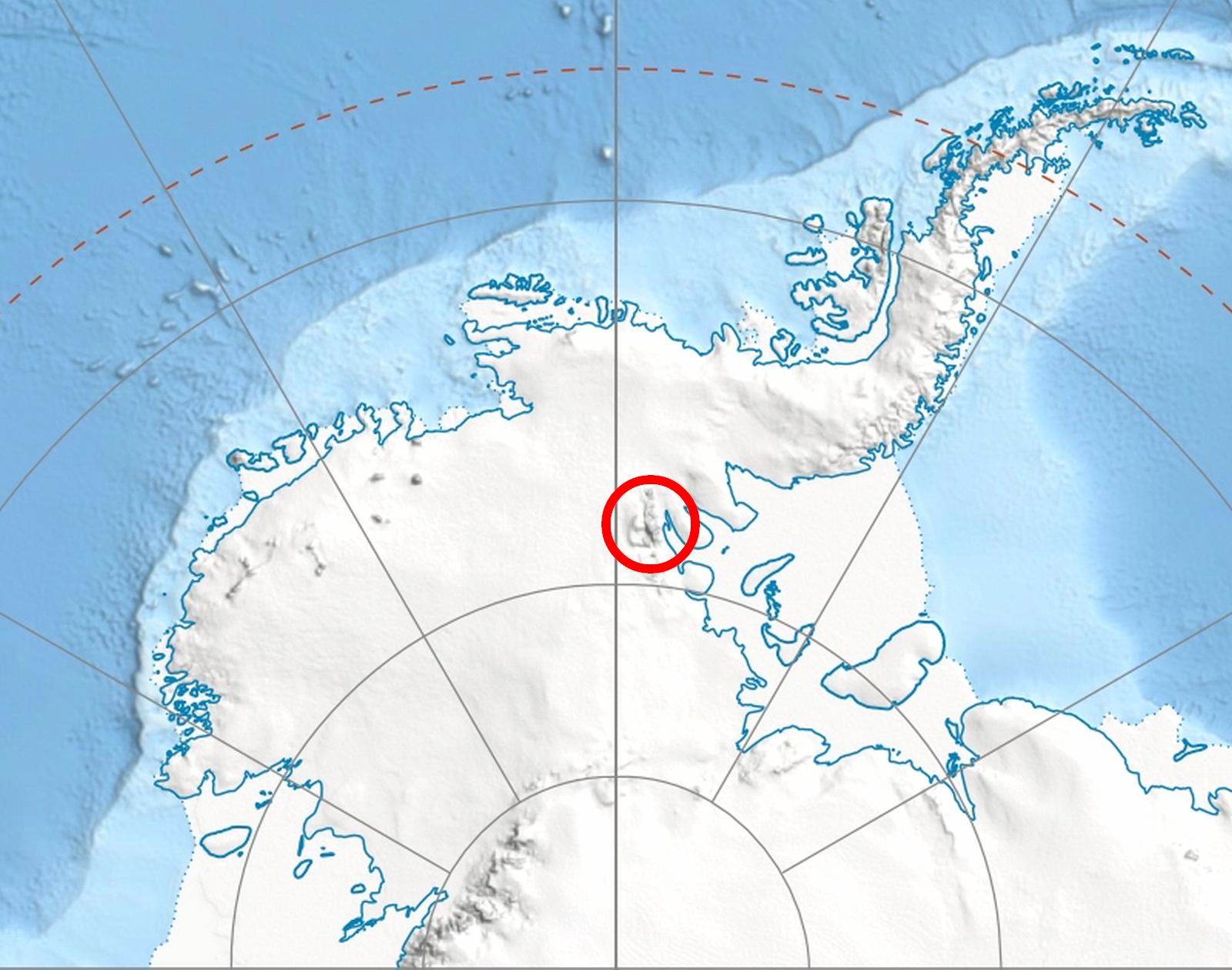

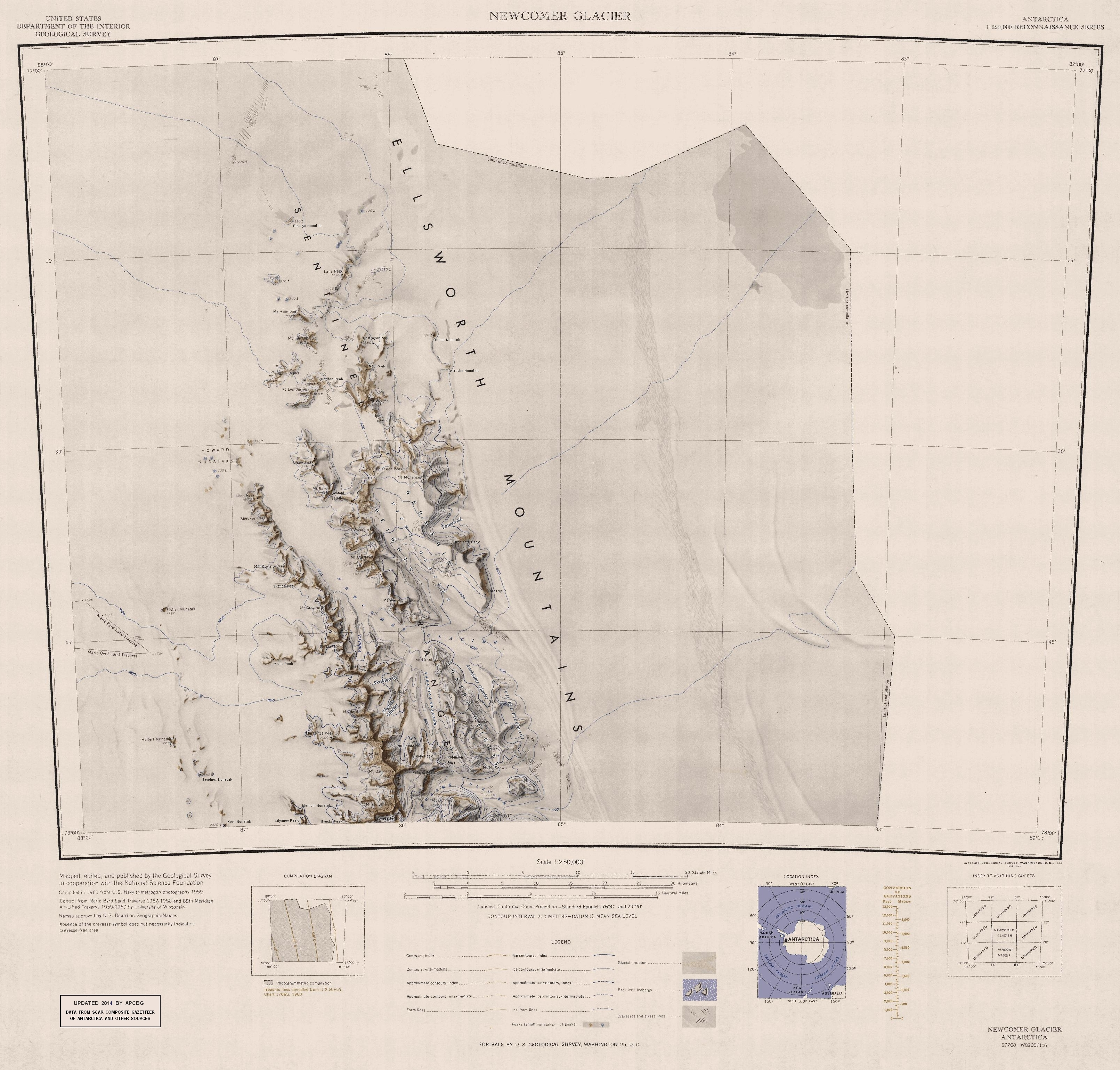

科維爾冰原島峰（英語：Kovil Nunatak）是南極洲的冰原島峰，位於埃爾斯沃思地，處於戈德斯懷特山以西24.93公里、哈布利山西北面12.68公里和赫爾弗特冰原島峰東南面15.46公里，屬於埃爾斯沃思山脈中森蒂納爾嶺的一部分，海拔高度2,020米，以保加利亞南部鄉鎮命名，現時由南極條約體系管理。